# 앙겔라 오로스
앙겔라 오로스리히트(Angela Orosz-Richt, 1944년 12월 21일 ~ )는 홀로코스트 생존자이다. 아우슈비츠 단지에서 태어난 수천 명의 아기들 중에서, 그녀는 해방까지 살아남은 몇 안 되는 아기들 중 하나이다. 그녀의 증언은 두 명의 전 나치에 대한 21세기 유죄 판결로 이어졌다.